# Barock-Kirchen auf den Philippinen
Barock-Kirchen sind auf den Philippinen häufig anzutreffen und befinden sich in der Regel in einem guten Bauzustand. Im Jahr 1993 wurden vier dieser Kirchen in die Welterbeliste der UNESCO aufgenommen. Dies sind die Church of the Immaculate Conception of San Agustín, Church of Nuestra Señora de la Asunción, die Church of Santo Tomas de Villanueva und die Church of San Agustín. Sie gelten als besonders wertvoll, sowohl in architektonischer Hinsicht als auch im Hinblick auf ihre historische Bedeutung. Fünf weitere Barockkirchen wurden im Jahr 2006 in die Vorschlagsliste der Philippinen zur Aufnahme in die Welterbeliste aufgenommen; es sind der Church complex of Patrocinio de Maria, Church of La Inmaculada Concepcion, Church complex of San Pedro Apostol, Church complex of San Isidro Labrador und die Church of San Mattias.

## Welterbeliste

### Church of the Immaculate Conception of San Agustín

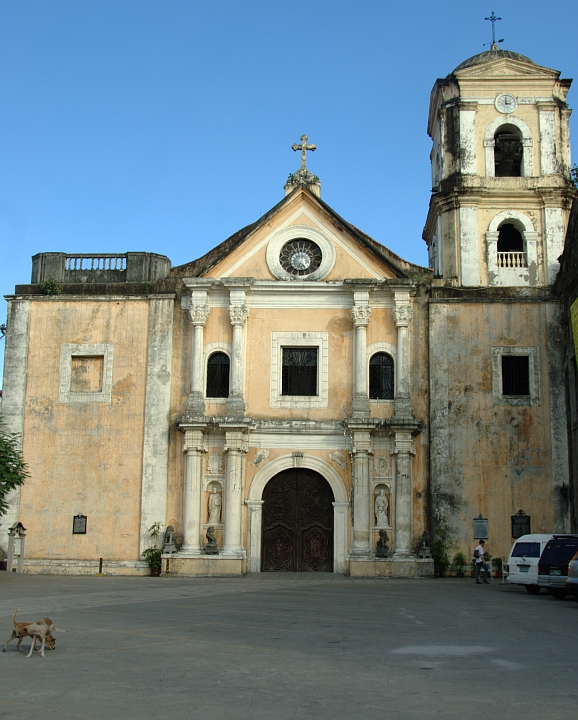
Kirche San Agustín in Manila

Die San Agustín-Kirche in Manila, in der Stadtfestung Intramuros, nahe der Kathedrale von Manila ist die älteste Kirche auf den Philippinen. Der ursprünglich aus Holz und Palmblättern errichtete Bau wurde Ende des 16. Jahrhunderts ersetzt durch einen Kirchenbau aus Stein; er war das erste Gotteshaus des Augustinerordens auf den Philippinen. Der heutige Kirche wurde im 18. Jahrhundert im philippinisch-spanischen Barockstil erbaut; sie überstand als einziger Kolonialbau die Schlacht um Manila (1945).

### Church of Nuestra Señora de la Asunción

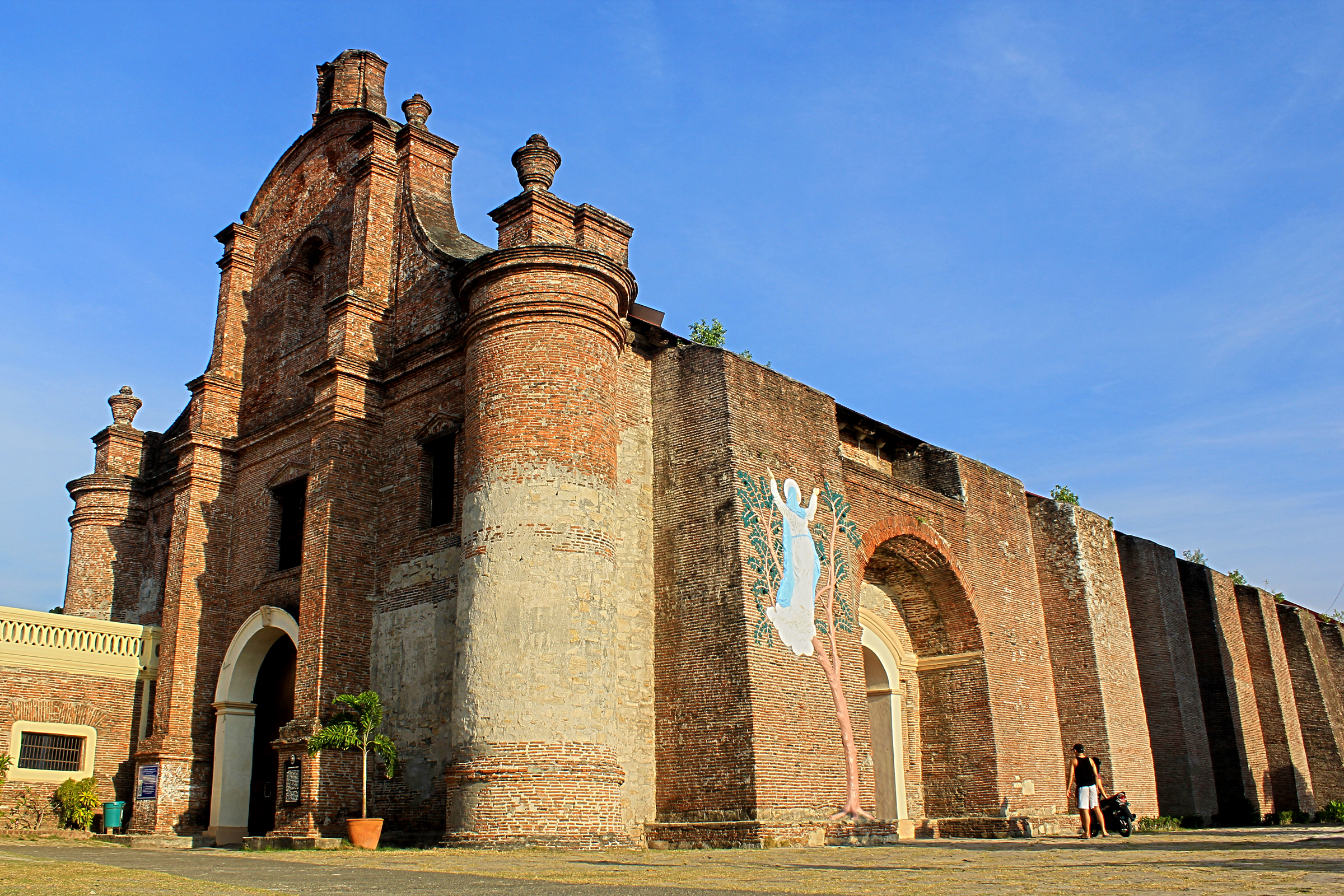
Kirche Nuestra Señora de la Asunción

Die um 1765 erbaute Church of Nuestra Señora de la Asunción in der Gemeinde Santa Maria, Provinz Ilocos Sur ist der Himmelfahrt Mariens geweiht; sie steht außerhalb des Ortes auf einem Hügel und ist von einer Mauer umgeben. Die monumentale Fassade verdeckt die Dachkonstruktion. Der Kirchturm steht neben dem Zentrum des Hauptgebäudes. Beim Bau der Kirche wurde bereits Wert auf die Erdbebensicherheit gelegt, was sich in den massiven Stützkonstruktionen des Hauptgebäudes niederschlug.

### Church of Santo Tomas de Villanueva
Die zwischen 1787 und 1797 erbaute Church of Santo Tomas de Villanueva in der Gemeinde Miagao, Provinz Iloilo, Insel Panay, ein sehr gut erhaltenes Exemplar des sogenannten Festungsbarock, steht an der höchsten Stelle der Gemeinde Miag-ao. Die von – nach unten immer breiter werdenden – seitlichen Türmen begleitete und stabilisierte Fassade wurde mit dekorativen westlichen Elementen geschmückt. Die Eine Statue hl. Christophorus, der das Christus-Kind trägt und sich an einer Palme stützt, wurde in der Kleidung der Filipinos ausgeführt.

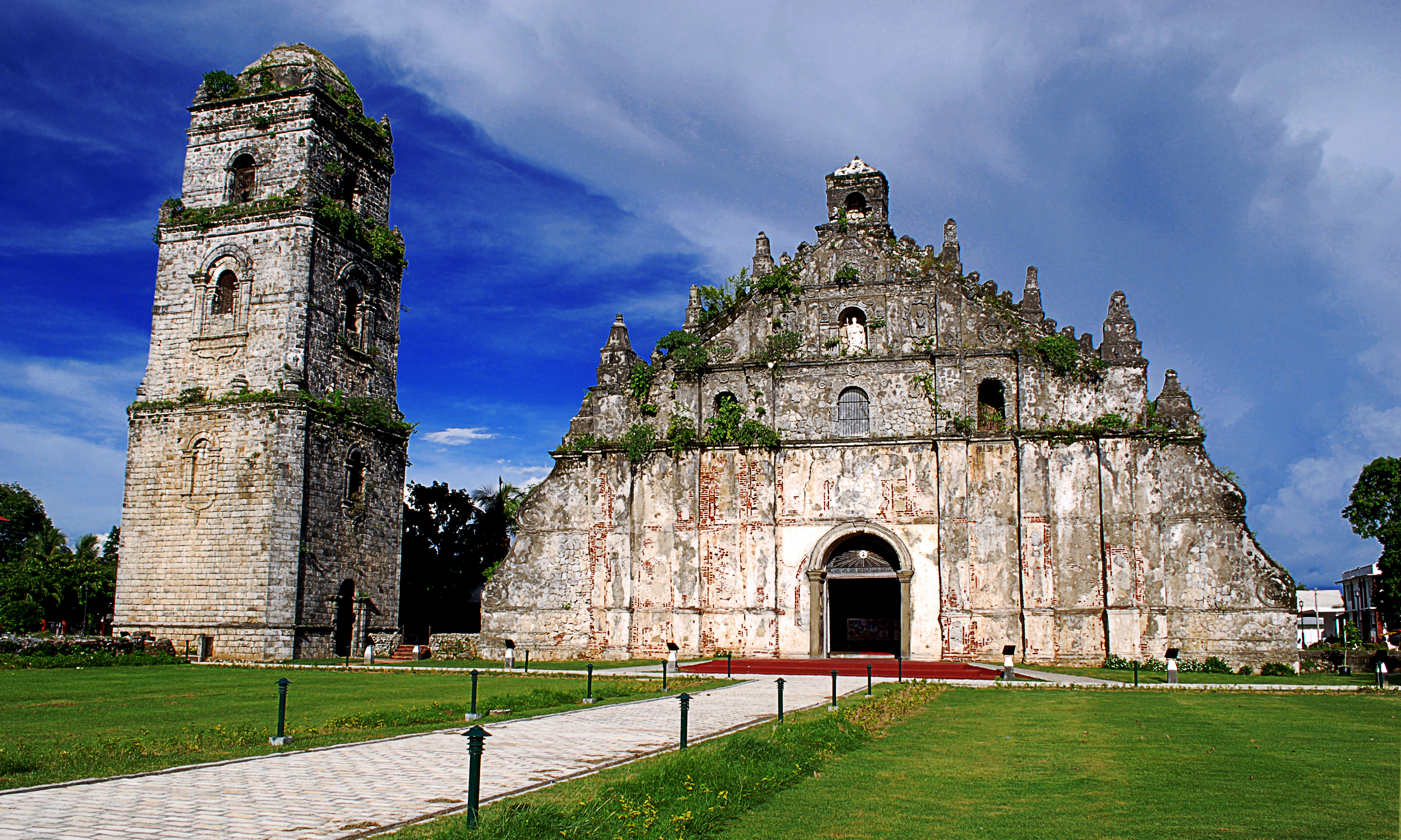
Kirche San Agustín in Paoay

### Church of San Agustín
Die zwischen 1693 und 1710 aus verputzten Ziegelsteinen errichtete Church of San Agustín in der Gemeinde Paoay in der Provinz Ilocos Norte gilt als bedeutendes Beispiel des Architekturstils des sogenannten Erdbebenbarock. Insgesamt 14 massive und nach unten immer dicker werdende seitliche Strebepfeiler stabilisieren die Außenwände. Die breite Fassade mit ihrem Barockgiebel aus Bruchsteinen ist durch schlankere Stützelemente in Felder gegliedert. Das durch Holzpfosten in drei Schiffe unterteilte Innere hat einen offenen Dachstuhl, der ehemals mit Schilf oder Gras etc. gedeckt war; heute hat die Kirche ein Wellblechdach. Der separat stehende dreigeschossige Glockenturm ist aus Hausteinen gemauert.

## Vorschlagsliste

### Church complex of Patrocinio de Maria

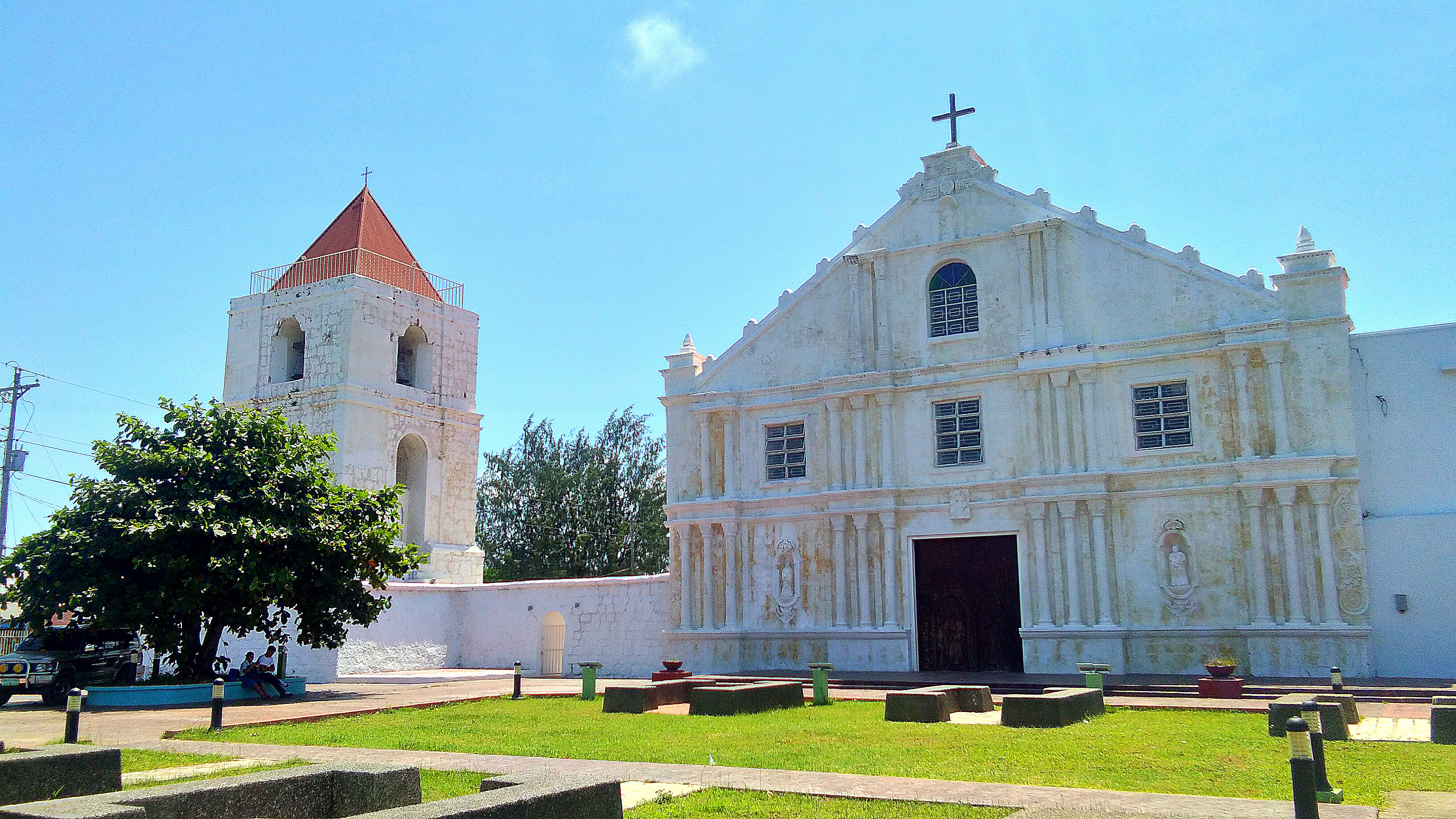
Kirche de La Inmaculada Concepcion in Guiuan

Der Church complex of Patrocinio de Maria in der Gemeinde Boljoon auf der Insel Cebu verfügt über eine der ältesten im Original erhaltenen Steinkirche in der Provinz Cebu. Im Jahr 1999 wurde sie vom Nationalen Historischen Institut der Philippinen zum „Nationalen historischen Wahrzeichen“ (dt. National Historical Landmark) erklärt, im folgenden Jahr vom Nationalmuseum der Philippinen zum „Nationalen Kulturerbe“ (dt. für National Cultural Treasure).

### Church of La Inmaculada Concepcion
Die Church of La Inmaculada Concepcion in der Gemeinde Guiuan auf der Insel Samar, Provinz Eastern Samar wurde im 18. Jahrhundert aus Korallenstein errichtet. Ihre Fassade wurde komplett mit Muscheln dekoriert, was auf den Philippinen einzigartig ist. Die Kirche besaß noch immer die Originalausstattung aus der Gründungszeit. Die kunsthistorisch bedeutsame Kirche wurde von dem Taifun Haiyan (Yolanda) am 7. November 2013 vollkommen zerstört.

### Church complex of San Pedro Apostol

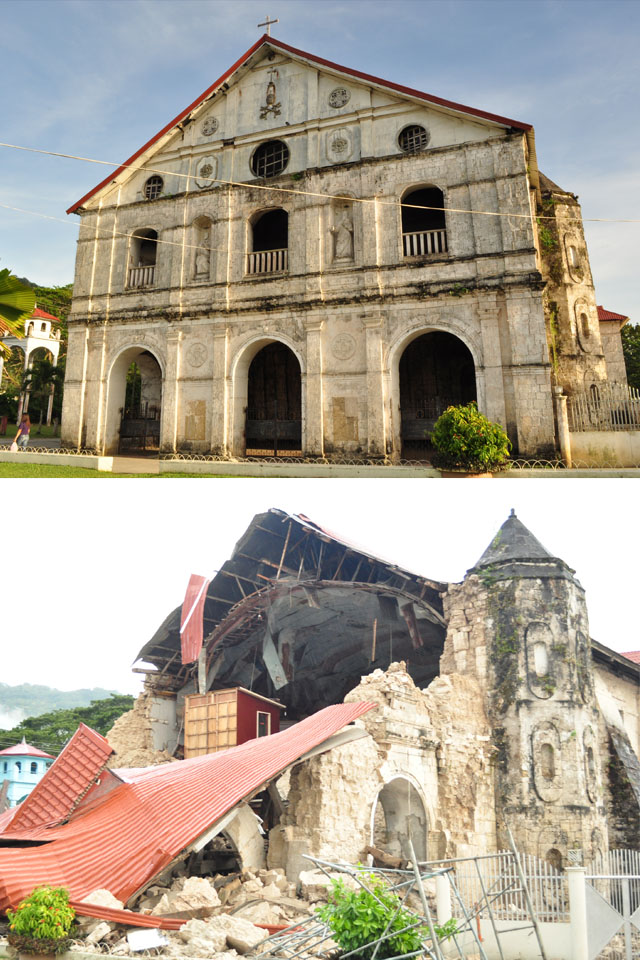
Kirche San Pedro Apostol in Loboc auf Bohol vor und nach der Zerstörung

Der Church complex of San Pedro Apostol in der Gemeinde Loboc auf der Insel Bohol wurde im 18. Jahrhundert durch den Orden der Jesuiten errichtet und nach Auflösung des Jesuitenordens unter der Schirmherrschaft der Augustiner-Rekollekten vollendet. Er steht nahe dem Fluss Loboc. Der Glockenturm steht ca. 50 m vom Hauptgebäude entfernt. Die Kirche wurde mehrfach renoviert, in den 1920er Jahren gestalteten einheimische Künstler die Innenräume neu. Die Orgel aus dem 19. Jahrhundert wurde 2001 restauriert und wieder instand gesetzt. Bei einem Erdbeben am 15. Oktober 2013 wurde die Kirche weitgehend zerstört.

### Church complex of San Isidro Labrador
Der Church complex of San Isidro Labrador in der Gemeinde Lazi auf der Insel Siquijor ist dem hl. Isidor von Madrid geweiht und wurde im späten 19. Jahrhundert durch den Orden der Augustiner-Rekollekten errichtet. Die Fassade wurde mit Korallenstein, der Boden mit einheimischem Holz verkleidet. Der U-förmige Komplex hat eine 50 mal 50 m quadratische Form.

### Church of San Mattias
Die Church of San Mattias in der Gemeinde Tumauini, Provinz Isabela in der Sierra Madre wurde aus Backstein errichtet, der auch zur Dekorierung der Fassade und des Innenraums verwendet wurde. Der Glockenturm wurde in einer zylindrischen Form ausgelegt. Der Kirchenbau repräsentiert eine Adaption des Architekturstils des Barock in ganz Asien.